# Krankesjön
Krankesjön är en sjö på Revingeheds pansarövningsfält i Lunds kommun i Skåne och ingår i Kävlingeåns huvudavrinningsområde. Sjön är 3 meter djup, har en yta på 3,3 kvadratkilometer och befinner sig 19 meter över havet. Krankesjön ligger i Revingefältet Natura 2000-område och skyddas av fågeldirektivet. Vid provfiske har en stor mängd fiskarter fångats, bland annat abborre, björkna, braxen och gers.
Sjön sänktes kraftigt kring förra sekelskiftet. Från att ha varit ganska djup blev sjön grund med vass längs stränderna. De torrlagda bottnarna utnyttjades till torvtäkt. Sjön erbjuder nu ett rikt fågelliv som ofta beskådas av ornitologer och friluftsmänniskor. Då sjön är grund fryser den tidigt och erbjuder utmärkt skridskoåkning. Ålabäcken som rinner norrut är sjöns utflöde till Kävlingeån.
Runt Krankesjön finns flera fågeltorn dit allmänheten har tillträde. Vid Sjöstorps ängar, nära Revingeby, finns ett mindre torn, och två större finns vid Almen (i närheten av Lunds universitets forskningsstation Stensoffan) och vid Silvåkra (strax utanför Silvåkra by). Vid Silvåkra fågeltorn, som är det största runt sjön, passerar Skåneleden och en av ledens rastplatser är förlagd vid tornet, med grillplats och vindskydd. Vid Silvåkra fågeltorn har Lunds kommun byggt en spång ut mot vasskanten, varifrån besökarna kan studera fåglar från ett gömsle.

## Delavrinningsområde
Krankesjön ingår i delavrinningsområde (617096-402423) som SMHI kallar för Utloppet av Krankesjön. Medelhöjden är 40 meter över havet och ytan är 51,97 kvadratkilometer. Det finns inga avrinningsområden uppströms utan avrinningsområdet är högsta punkten. Vattendraget som avvattnar avrinningsområdet har biflödesordning 2, vilket innebär att vattnet flödar genom totalt 2 vattendrag innan det når havet efter 44 kilometer. Avrinningsområdet består mestadels av skog (16 %), öppen mark (17 %) och jordbruk (59 %). Avrinningsområdet har 3,32 kvadratkilometer vattenytor vilket ger det en sjöprocent på 6,3 %. Bebyggelsen i området täcker en yta av 1,04 kvadratkilometer eller 2 % av avrinningsområdet.

## Fisk
Vid provfiske har följande fisk fångats i sjön:
| - Abborre - Björkna - Braxen - Gärs - Groplöja - Gädda | - Karpfisk obestämd - Löja - Mört - Ruda - Sarv - Sutare |